# Kósa Klára
Kósa Klára (Kecskemét, 1947. február 13. –) magyar keramikus, a Népművészet Mestere, a Magyar Művészeti Akadémia levelező tagja. A folyamatos alkotás mellett számtalan előadást tartott és tart itthon illetve külföldön egyaránt. Műhelye, a Kósa Reneszánsz Kerámia Stúdió névvel fémjelzett alkotóhely a festői szépségű Dunakanyarban, Szentendre városában található, ahol Kósa Judittal dolgozik együtt.

## Életútja
Édesanyja, Kovács Erzsébet textiltervező iparművész, Édesapja dr. Kósa Ferenc ügyvéd volt. Harmadik gyermekként érkezett a családba, nővére Vilma tanár, bátyja György mérnök ember volt.
Tanulmányait Kecskeméten és Budapesten folytatta, ahol nevelői, tanárai meghatározó szerepet játszottak a művészet iránti érdeklődésében.
Szakmai életútja a méltán híres Mezőtúri Népművészeti Fazekas Szövetkezetben indult, az iparművészeti tevékenysége alapjait – neves művészek, alkotók révén – itt sajátította el, gyakorlatilag Busi Lajossal, Kun Évával, Gonda Istvánnal együtt kezdték el munkásságukat immáron bő 50 éve.
Hatalmas alkotóvágya, innovatív, számtalan fejlesztő ötlete a teljes pályáját végig kíséri. Új színek, új formák megalkotásával, azok különleges ötvözésével hamar a szövetkezet egyik kiemelkedő tervezője lett, aki 1967-ben, mindössze 20 évesen kapta meg a „népi iparművész” címet.
Ezt követően – többszöri telephelyváltoztatással –, de saját műhelyt nyitott Szentendrén, Budapesten, Tahitótfaluban. Közel második évtizede újra Szentendrén alkot.
Kósa Klára mindig is fontosnak tartotta, hogy óriási tudását megossza a szakma képviselőivel és az alkotásait vásárlókkal, gyűjtőkkel, így napjainkig is számos előadás, kiállítás szervezője, vezérszónoka.
1989-ben a Népművészet Mestere díjat, címet a tárgyalkotó népművészet legrangosabb szakmai elismerését kapta, így a szellemi kulturális örökség ismert és elismert jeles képviselője.
Kósa Klára Mátyás király és Beatrice királyné korának megfelelő szín és motívumvilággal teli alkotásai az egyetemleges, a keresztény és zsidó szimbólumok felhasználásával készíti kerámiáit. Minden darabja egyedi és teljesen kézzel készített.
Először a Magyar Művészeti Akadémia köztestületi tagja, 2020-tól pedig az Akadémia levelező tagja. Az akadémiai székfoglalót a Pesti Vigadó Makovecz termében tartotta Etűdök agyagra (szimbólumok a magyar népművészetben) címmel, amely keretében gondos kutatómunkája révén a magyar népi művészetében használatos dekorációk jelentésének összességét foglalta össze.

## Az utóbbi évek kiállításai
- Himnusz, a Magyar Nép Imái | Budapest, Pesti Vigadó | 2020
- Himnusz, a Magyar Nép Imái | Kisgyőr / Gyergyószentmiklós / Nagyvárad | 2019
- A Hét Szabad Művészet | Kecskemét | 2019
- Egy vagyok közületek | Dunabogdány | 2018
- Mezőtúrtól a Reneszánszig | Zalaegerszeg | 2018
- Szavak, gyöngyök, virágok | Budapest Várnegyed Galéria | 2017
- Mezőtúrtól a Reneszánszig | Budapest  Hagyományok Háza | 2017
- Lelkünk virágai | Magyarság Háza-Budapest / Váradi Vár Galéria-Nagyvárad | 2017
- Hiszem és vallom | Tahitótfalu / Pócsmegyer | 2017
- Színek, számok, szimbólumok | Szentendre | 2016
- Hit és művészet | Szegedi Tudományegyetem / Leányfalu / Dunabogdány | 2015
- Hit és művészet | Szentendre | 2014
- Kárpát-medencei Összefogás Fórum | Budapest | 2014
- Szentek és legendák | Leányfalu | 2014
- A reneszánsz jegyében | Gödöllő | 2008

## Alkotások – kerámiák
Magánszemélyek, gyűjtők és cégek részére is készítik a kerámiákat. A KÓSA-kerámiák még inkább varázslatossá teszik az ajándékozást, azaz a jó kívánságok kifejezését, amelyet a szimbólumok szövevényes rendszere tesz csak igazán egyedivé, emelkedetté.
- FALITÁNYÉROK: Felakaszthatók, táltartóra tehetők. Elejére, hátuljára bármilyen szöveg írható. Laposak, peremesek, perem nélküliek. 10 cm-től 35 cm-ig, többféle méretben.
- MÉLY TÁLAK: Felakaszthatók, de íves mélységük miatt ún. asztalközepek. Ünnepi, nagy ajándékok, feliratozhatók. 18 cm-től 30 cm-ig, többféle méretben.
- TALPAS TÁLAK: Talpon álló, kínálótálak, lapos és mély változatban. Minden időben legjobb ajándék, mindenkinek. 10 cm-től 20 cm-ig, a talp 5–7 cm magas.
- LAPOS KOSARAK: Füles, csavart füles kínáló, tároló tálak. Bármilyen korosztálynak, így időseknek is kitűnő. 18 cm, 5 cm magas
- MAGAS KOSARAK: Füles, csavart füles kínáló, tároló kosár. Igazi női ajándék. 16 cm magas, füllel együtt.
- KUPÁK, KELYHEK: Keskenyek és ún. kövérek, melyek egyben kaspók is. Talpas, kis és nagy, magas tárgyak, igazi jutalmak. 12 cm-19 cm magas
- GYERTYATARTÓK: Fülesek, csavart fülűek, fül nélküliek, angyalok. 11 cm-től 28 cm-ig
- MÉCSES: Füllel, csavart füllel kis és óriás mécsesnek. Mécses tartó része magasan van, így nem égeti az alatta lévő bútort. 7 cm-9 cm magas
- CSENGŐK: Finom hangú, kecses csengő, csúcsos fogóval. 10 cm magas
- BONBONIEREK: Fedeles tároló, kínáló edények. 12 cm-16 cm magas
- VÁZÁK: öblösek, karcsúak, széles szájúak, rövid csokornak, egy szál virágnak, kis csokornak, magas virágnak. 10 cm-30 cm magas
- KASPÓK: Füles és fül nélküli tároló edények. 14 cm-24 cm magas.
- LÁMPÁK: Felszerelt, búrával ellátott darabok. 30 cm-45 cm magas
- MADARAK: kis szobrok az ünnepi asztalra.
- KÉPEK: Minden színben, minden méretben, minden alkalomra. Kertek, virágok, madarak, mulató, táncoló párok, madonnák, menórák, feliratok, főtáblák stb. Igazi nagy ajándékok. 2020 márciusában alkotása a Pesti Vigadóban a hónap műtárgya címet kapta.

## A könyv: Szimbólumok és ajándékok
Kósa Klára és Bor Zoltán könyve: Szimbólumok és ajándékok címmel jelent meg (ISBN 978-963-06-8152-0). A könyv bemutatja a Kósa-kerámiát és a rajtuk üzenetként megjelenő szimbólumokat. A könyv feltárja a színek, formák, jelek tartalmát, egymáshoz és a világhoz való viszonyainkat.
Az Éden Kertje, a madár, a virág, a hajó, a korona, a bárány, Dávid csillaga, a koszorú, a pikkely, a számok, a színek mind-mind ugyanolyan fontosak voltak Mátyás király idejében, mint most, a XXI. században. A könyv részletesen és remek képekkel illusztrálva mutatja be, hogy kinek milyen jelet szabad és illik ajándékozni, egyúttal kitűnő olvasmány is művészetkedvelőknek, szakembereknek, kultúrát kedvelő hölgyeknek, uraknak egyaránt.
Az albumjellegű könyv egyszerre magyar és angol nyelven került kiadásra, a színek, formák szövevényes értelmezését segíti elő.

## Elismerések
- Mezőtúr – Pro urbe díj
- Szentendre – Pro urbe díj
- Tahitótfalu – a település díszpolgára cím
- A Magyar Érdemrend tisztikeresztje (2023)

## Az alkotóműhely: Kósa Reneszánsz Kerámia Stúdió
A Kósa Reneszánsz Kerámia Stúdió Szentendrén van.
A műhelyben két művész alkot: Kósa Klára és Kósa Judit.
Minden darabjuk egyedi, két egyformát tudnának csinálni, de szerintük egyet alkotni az öröm. Amíg készül egy tárgyuk: számtalan következő alkotás jut eszükbe.
Reneszánsz gondolat szerint alkotnak, mindent kézzel. Nem használnak matricát, előrajzolást, jelölést, de stílusuk felismerhető, alkotásaik különbözőek.

## Családja
Férje, U. Budai János. Egy felnőtt gyermekük van, János-Kristóf.